# Gino Santilli
Gino Santilli Rusconi (Empalme Villa Constitución, 26 ottobre 2001) è un calciatore argentino, portiere del Cerro Largo in prestito dal Banfield.

## Carriera
Santilli è cresciuto nel settore giovanile del Banfield, ed ha debuttato l'11 aprile 2021 nell'incontro di Copa de la Liga Profesional perso 3-1 contro il Rosario Central a causa di un focolaio di COVID-19 che ha tenuto fuori i portieri della prima squadra. Il 24 dicembre dell'anno seguente ha firmato il suo primo contratto professionistico con il club biancoverde.
Nell'agosto del 2023 è stato ceduto in prestito al Cerro Largo fino a dicembre, trasferimento in seguito esteso anche a tutto il 2024.

## Statistiche

### Presenze e reti nei club
Statistiche aggiornate al 5 agosto 2024.
| Stagione        | Squadra         | Campionato      | Campionato | Campionato | Coppe nazionali | Coppe nazionali | Coppe nazionali | Coppe continentali | Coppe continentali | Coppe continentali | Altre coppe | Altre coppe | Altre coppe | Totale | Totale | Totale |
| Stagione        | Squadra         | Comp            | Pres       | Reti       | Comp            | Pres            | Reti            | Comp               | Pres               | Reti               | Comp        | Pres        | Reti        | Pres   | Reti   |        |
| --------------- | --------------- | --------------- | ---------- | ---------- | --------------- | --------------- | --------------- | ------------------ | ------------------ | ------------------ | ----------- | ----------- | ----------- | ------ | ------ | ------ |
| 2021            | Banfield        | PD              | 0          | 0          | CA+CdL          | 0+1             | -3              |                    | -                  | -                  |             | -           | -           | 1      | -3     |        |
| 2023            | Cerro Largo     | PD              | 3          | -4         | CU              | 1               | -3              |                    | -                  | -                  |             | -           | -           | 4      | -7     |        |
| 2024            | Cerro Largo     | PD              | 4          | -1         | CU              | 0               | 0               | CS                 | 0                  | 0                  |             | -           | -           | 4      | -1     |        |
| Totale carriera | Totale carriera | Totale carriera | 7          | -5         |                 | 2               | -6              |                    | 0                  | 0                  |             | -           | -           | 9      | -11    |        |